# Endre Kovács (Geistlicher)
Endre Gergely Kovács OCist (* 6. November 1927 in Egerbakta, Komitat Heves, Ungarn; † 29. Juli 2007 in Eger, Ungarn) war ein ungarischer Weihbischof im Erzbistum Eger.

## Leben
Endre Kovács trat der Ordensgemeinschaft der Zisterzienser OCist bei und nahm den Ordensname Gergely / Gregor an. Am 8. April 1951 empfing er die Priesterweihe. 1953 promovierte er in Theologie. Von 1960 bis 1980 war er Theologielehrer am Egerer Priesterseminar. Im Frühjahr 1971 erwarb er einen Abschluss in Theologie des geistlichen Lebens an der Päpstlichen Universität Gregoriana in Rom.
Papst Paul VI. ernannte ihn am 7. Januar 1975 zum Titularbischof von Media und Weihbischof in Eger. József Ijjas, Erzbischof von Kalocsa, spendete ihn am 6. Februar 1975 in Budapest, die Bischofsweihe. Mitkonsekratoren waren József Bánk, Erzbischof von Eger, und László Lékai, Apostolischer Administrator von Veszprém. Ab 1995 war er Generalvikar der Erzdiözese Eger. Papst Johannes Paul II. nahm am 15. Januar 2003 seinen Rücktritt an.